# Stenobarichneumon ridibitor
Stenobarichneumon ridibitor är en stekelart som beskrevs av Aubert 1994. Stenobarichneumon ridibitor ingår i släktet Stenobarichneumon och familjen brokparasitsteklar. Inga underarter finns listade i Catalogue of Life.